# جونیور نگرائو
گلیدیونور فیگیردو پینتو جونیور (پرتغالی: Gleidionor Figueiredo Pinto Júnior؛ زادهٔ ۳۰ دسامبر ۱۹۸۶) که به صورت ساده با نام جونیور نگرائو شناخته می‌شود، بازیکن فوتبال اهل برزیل است که در پست مهاجم بازی می‌کند

## افتخارات

### اولسان هیوندای
- لیگ قهرمانان آسیا: ۲۰۲۰
- مرحله حذفی جام حذفی کره جنوبی: ۲۰۲۰ ، ۲۰۱۸

### فردی
- بهترین بازیکن لیگ کره جنوبی: ۲۰۲۰ ، ۲۰۱۹، ۲۰۱۸[۱][۲][۳]
- آقای گل لیگ قهرمانان آسیا: ۲۰۲۰
- آقای گل سوپر لیگ فوتبال چین: ۲۰۲۱